# Josefina Sruoga
María Josefina Sruoga (n. el 23 d'agost de 1990 a Buenos Aires) és una jugadora argentina de hoquei sobre gespa, que va ser integrant de Las Leonas, la selecció nacional de l'Argentina, fins a l'anunci del seu retir al setembre de 2015, amb les quals va participar en els Jocs Olímpics de Londres 2012 i va guanyar la medalla de plata. Va obtenir quatre vegades la medalla d'or al Champions Trophy (2009, 2010, 2012 i 2014), medalles de plata al Champions Trophy 2011 i als Jocs Panamericans de 2011 i 2015 i la medalla de bronze a la Copa del Món 2014. Va ser designada com la millor jugadora del Torneig de les Quatre Nacions de Quilmes 2011. Becada per la Secretaria d'Esports de la Nació.

## Carrera esportiva
Es va formar esportivament al Gimnàstica i Esgrima de Buenos Aires (GEBA).
El 2009, va ser convocada a integrar la selecció major argentina, obtenint de manera consecutiva la medalla d'or al Champions Trophy de 2009 i 2010. El 2011, va obtenir medalles de plata al Champions Trophy i els Jocs Panamericans. Aquest any, també va ser triada com la millor jugadora del Torneig de Quatre Nacions. El 2012, va obtenir el seu tercer títol al Champions Trophy i aquest mateix any va ser seleccionada per competir als Jocs Olímpics on va obtenir la medalla de plata. El 2014, va guanyar la seva quarta Champions Trophy a Mendoza, Argentina i la medalla de bronze al Campionat Mundial.
El 2015, va ser part de l'equip que va competir als Jocs Panamericans on va obtenir la medalla de plata.

## Relacions familiars
És germana de Daniela Sruoga, també jugadora d'hoquei sobre gespa i ex integrant de les "Leonas" i d'Eugenia Sruoga, una altra destacada jugadora del mateix esport.